# 後勤學

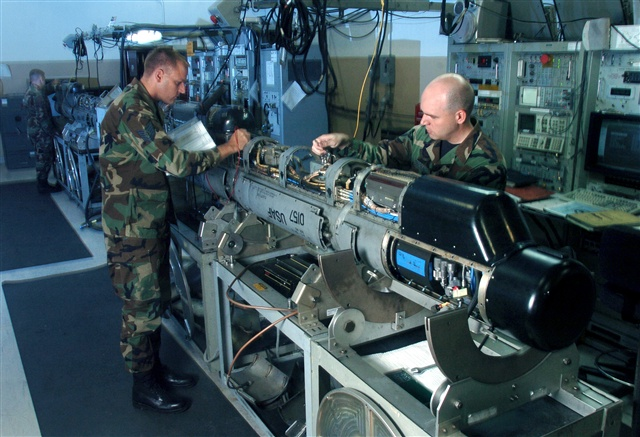
現代兵工廠

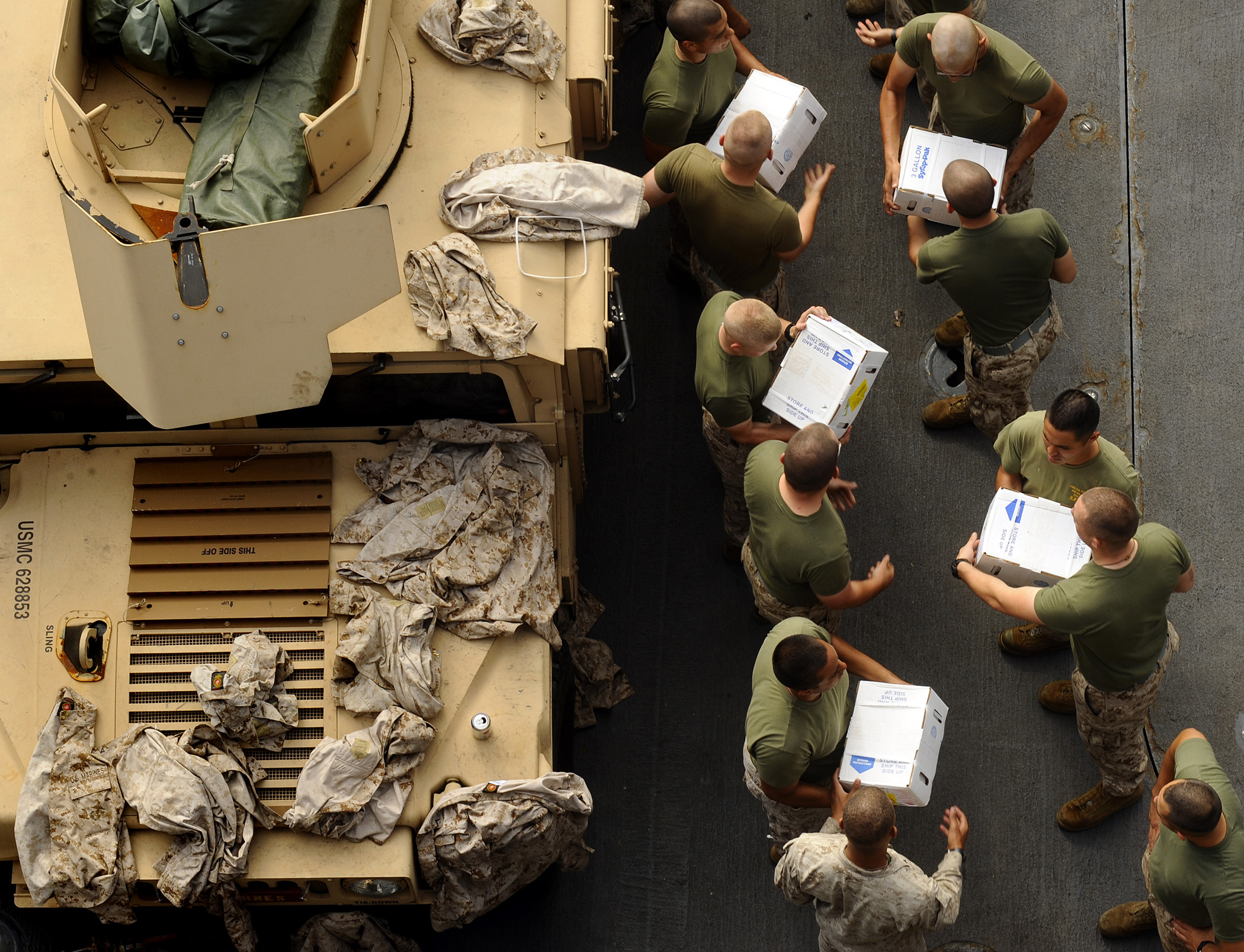
美軍一個連的補給兵

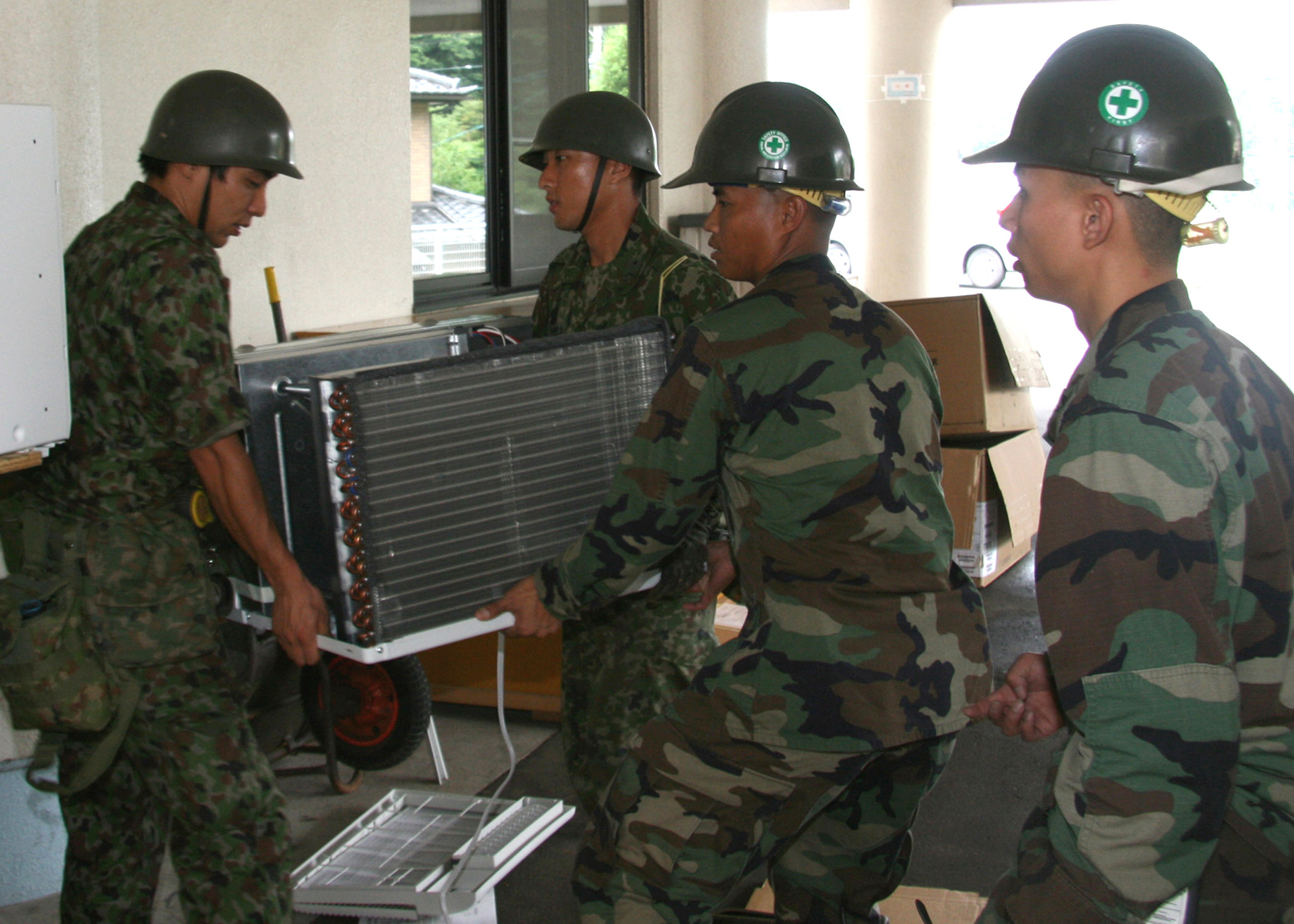
日本自衛隊的後勤搬運

後勤學，又稱軍事物流學，是計劃與執行軍事部隊的物流運輸與維護的技藝與科學。就是軍事行動中的：
- 物料的研發設計、籌措、倉儲、配送、維護、撤離與處置
- 人員的運輸、撤離、醫護
- 設施的建造、維護、運作與處置
- 服務的籌措與提供

物流是一門精確的科學。對於物料或服務的種類、時間、地點等要求並有數學公式或表格協助求解。因此負責的軍官要並用科學與直覺。他們不但需要專業知識，也要知道軍事行動其他部分的相互關係。
物流系統也可像互聯網般，促進全球化。若要更進一步與世界連繫，就得靠良好的物流管理系統。物流師（logistician）即是負責物流系統管理的專才。物流的專業領域中，單是硬體設施是不足夠的，最重要的是海、陸、空、火車，即所有運輸線的聯繫（connectivity），同時也不可忽略貨倉的重要性。

## 中国古代的辎重
后勤以前在中国古代一直被称为辎重，后来在近代才逐渐改为后勤。第一个提出以后勤代替辎重的学者不詳。

## 后勤学的语源
西方文字中的logistics（後勤學）來自希臘文的形容詞，代表「精於算計」。羅馬與拜占庭帝國時代開始將此語用於行政。法國作家Antoine-Henri Jomini，最早將此語用於組織軍事行政。他把戰爭的理論設想成「三位一體」的部分：戰略，地面戰術與後勤。
在二战中，围绕战争物资供应，美国军队建立了“后勤”（military logistics）理论。当时的“后勤”是指将战时物资生产、采购、运输、配给等活动作为一个整体进行统一布置，以求战略物资补给的费用更低、速度更快、服务更好。后来，将軍事后勤体系被移植到现代经济生活中，逐步演变出物流系統。

## 外部連結
- 張大剛，〈軍事物流供應鏈之研究 （页面存档备份，存于）〉，《聯合後勤季刊》。（主題不相同，不過可能可以提供名詞對應）